# Ademar de Barros Filho
Ademar de Barros Filho (São Paulo, 18 de junho de 1929 — São Paulo, 9 de fevereiro de 2014) foi um empresário e político brasileiro, ocupando o cargo de deputado federal pelo estado de São Paulo por quatro mandatos consecutivos, entre 1960 e 1980.
Foi o primogênito dos quatro filhos do político paulista Ademar de Barros e primo de Reynaldo de Barros. Estudou no Colégio Rio Branco e graduou-se em Química pela Universidade de São Paulo.
Nas eleições gerais no Brasil em 1966 disputou seu primeiro pleito, elegendo-se deputado federal por São Paulo, pelo MDB. Seria reeleito ao mesmo cargo sucessivamente em 1970, 1974 e 1978. Integrou a ARENA.
Nas eleições de 1982 concorreu ao cargo de senador, já filiado ao PDS, obtendo apenas a terceira maior votação. Porém no pleito de 1986 retornaria a Câmara dos Deputados para ser constituinte, desta feita filiado ao PDT. Conquistaria ainda mais um último mandato no pleito de 1994.
Ajudou a criar o PRP mas deixou a sigla em 1995 após uma tentativa de fusão com o PP e PPR. Aderiu a este último, atualmente Partido Progressista.
Em relação ao caso do cofre de Ademar de Barros, declarou que soubera da existência do cofre pelo noticiário, mas não confirmou se seu pai havia deixado efetivamente US$ 2,5 milhões. Quase três décadas depois, ele assegurou que o pai não havia deixado nenhum cofre nem conta bancária no exterior.
No ramo empresarial, comandou as empresas da família, entre elas a Lacta, até sua venda em 1996 à empresa norte-americana Kraft Foods (pertencente ao grupo Philip Morris).
Em 2001, Barros Filho doou a maior parte do acervo de documentos de Adhemar de Barros ao Arquivo Público do Estado de São Paulo, com aproximadamente 30 mil fotografias e 600 séries de documentos.
Ademar de Barros Filho faleceu em 9 de fevereiro de 2014 devido a um linfoma no sistema nervoso central.

## Vida Pessoal
Ademar de Barros Filho é filho de Ademar de Barros e de Leonor Mendes de Barros. A família Barros era uma das mais tradicionais de São Paulo, sendo uma das primeiras da cidade. Primeiramente a família investia no cultivo de café, mas depois passaram a se dedicar à indústria. A família Barros era muito envolvida com a política: seu pai foi governador do estado de São Paulo e seus tios Antônio Emídio de Barros Filho foi senador e Geraldo Pereira de Barros foi deputado federal. O irmão de Ademar, Antônio de Barros Filho também foi deputado federal, assim como seu primo Reinaldo Emídio de Barros foi prefeito de São Paulo.
Ele estudou nos colégios mais prestigiados da cidade de São Paulo, entre eles o Colégio Dante Alighieri, o Ginásio São Bento e o Colégio Rio Branco.
Cursou química na Faculdade de Filosofia, Ciências e Letras da Universidade de São Paulo (USP) onde se formou em 1953. Além disso, cursou uma pós-graduação em química orgânica e inorgânica na Escola Técnica de Munique, na antiga Alemanha Ocidental.

## Política
Ademar iniciou sua carreira na política logo após a cassação do mandato do pai que foi exilado do país, em 1966, e durante a Ditadura Militar. Ademar de Barros Filho se filiou ao Movimento Democrático Brasileiro (MDB) e se tornou deputado federal por São Paulo. O partido era de oposição ao regime militar.

## Morte
Ademar morreu aos 84 anos no dia 9 de fevereiro de 2014. A causa da morte foi falência múltipla dos órgãos. O ex-político estava internado no Hospital Sírio Libanês desde 17 de novembro de 2013 por decorrência a um linfoma do sistema nervoso central. Seu corpo foi velado no Palácio dos Bandeirantes, sede do governo paulista e seu corpo está enterrado no cemitério da Consolação, os dois locais situados na cidade de São Paulo (SP).